# 鞄を持った女
『鞄を持った女』（かばんをもったおんな、La ragazza con la valigia）は、1961年に公開されたイタリアの映画。監督はヴァレリオ・ズルリーニ。主演はクラウディア・カルディナーレ。第14回カンヌ国際映画祭にてベストセレクションを受賞した。

## キャスト
※括弧内は日本語吹替（初回放送1970年1月24日『劇映画』）
- アイーダ：クラウディア・カルディナーレ（樋口年子）
- ロレンツォ：ジャック・ペラン（橋爪功）
- 叔母：ルシアナ・アンジョリージョ（金子亜矢子）
- フランシア：レナート・バルディーニ
- ロモロ：リッカルド・ガッローネ
- ルチア：エルサ・アルバーニ
- マルチェロ：コラード・パーニ
- ピエロ：ジャン・マリア・ヴォロンテ
- 司祭：ロモロ・ヴァリ

※日本語吹替は上記の他、1975年11月15日に放送されたTBS版も存在する。

## スタッフ
- 監督：ヴァレリオ・ズルリーニ
- 脚本：ヴァレリオ・ズルリーニ、レオ・ベンヴェヌーティ、ピエロ・デ・ベルナルディ
- 撮影：ティーノ・サントーニ
- 編集：マリオ・セランドレイ
- 音楽：マリオ・ナシンベーネ